# Copa Príncipe de la Corona de Catar
La Copa Príncipe de la Corona de Catar (en inglés: Qatar Crown Prince Cup) es una competición de fútbol disputada anualmente en Catar. La disputan los cuatro mejores equipos de la Liga de Catar.

## Sistema de competición
El torneo enfrenta a los cuatro primeros clasificados de la Liga. Se juegan las semifinales, enfrentando al primer clasificado de la Liga contra el cuarto y, en el otro partido, al segundo contra el tercero. Las semifinales son a doble partido, mientras en la final solo se disputa un encuentro.

## Palmarés
| Temporada | Campeón       | Resultado        | Subcampeón    |
| --------- | ------------- | ---------------- | ------------- |
| 1994-95   | Al-Rayyan     | 1 - 0            | Al-Arabi      |
| 1995-96   | Al-Rayyan     | 2 - 0            | Al-Wakrah     |
| 1996-97   | Al-Arabi      | 0 - 0 (4-3 pen.) | Al-Rayyan     |
| 1997-98   | Al-Sadd       | 3 - 2            | Al-Arabi      |
| 1998-99   | Al-Wakrah     | 2 - 1            | Al-Gharafa    |
| 1999-00   | Al-Gharafa    | 0 - 0 (9-8 pen.) | Al-Rayyan     |
| 2000-01   | Al-Rayyan     | 5 - 0            | Al-Arabi      |
| 2001-02   | Qatar         | 2 - 0            | Al-Gharafa    |
| 2002-03   | Al-Sadd       | 2 - 0            | Al-Gharafa    |
| 2003-04   | Qatar         | 2 - 1            | Al-Sadd       |
| 2004-05   | Al-Khor       | 2 - 1            | Al-Gharafa    |
| 2005-06   | Al-Sadd       | 2 - 1            | Qatar SC      |
| 2006-07   | Al-Sadd       | 2 - 1            | Al-Gharafa    |
| 2007-08   | Al-Sadd       | 1 - 0            | Al-Gharafa    |
| 2008-09   | Qatar         | 0 - 0 (4-2 pen.) | Al-Rayyan     |
| 2009-10   | Al-Gharafa    | 5 - 0            | Al-Arabi      |
| 2010-11   | Qatar SC      | 2 - 0            | Al-Arabi      |
| 2011-12   | Al-Rayyan     | 1 - 1 (5-4 pen.) | Al-Sadd       |
| 2012-13   | Lekhwiya      | 3 - 2            | Al-Sadd       |
| 2013-14   | El Jaish      | 1 - 1 (4-3 pen.) | Lekhwiya      |
| 2014-15   | Lekhwiya      | 1 - 0            | El Jaish      |
| 2015-16   | El Jaish      | 2 - 1            | Lekhwiya      |
| 2016-17   | Al-Sadd       | 2 - 1            | El Jaish      |
| 2017-18   | Al-Duhail     | 2 - 1            | Al-Sadd       |
| 2018-19   | No se disputó | No se disputó    | No se disputó |
| 2019-20   | Al-Sadd       | 4 - 0            | Al-Duhail     |
| 2020-21   | Al-Sadd       | 2 - 0            | Al-Duhail     |
| 2021-22   | No se disputó | No se disputó    | No se disputó |
| 2022-23   | Al-Duhail     | 2 - 0            | Al-Sadd       |
| 2023-24   | Al-Wakrah     | 1 - 0            | Al-Rayyan     |
| 2024-25   | Al-Sadd       | 2 - 2 (4-3 pen.) | Al-Duhail     |

## Títulos por club
| Club                    | Campeón | Subcampeón | Años campeón                                         |
| ----------------------- | ------- | ---------- | ---------------------------------------------------- |
| Al-Sadd SC              | 9       | 5          | 1998, 2003, 2006, 2007, 2008, 2017, 2020, 2021, 2025 |
| Al-Rayyan SC            | 4       | 4          | 1995, 1996, 2001, 2012                               |
| Qatar SC                | 4       | 1          | 2002, 2004, 2009, 2011                               |
| Al-Duhail SC (Lekhwiya) | 4       | 5          | 2013, 2015, 2018, 2023                               |
| Al-Gharafa SC           | 2       | 6          | 2000, 2010                                           |
| El Jaish SC †           | 2       | 2          | 2014, 2016                                           |
| Al-Wakrah SC            | 2       | 1          | 1999, 2024                                           |
| Al-Arabi SC             | 1       | 5          | 1997                                                 |
| Al-Khor SC              | 1       | -          | 2005                                                 |

- † Equipo desaparecido.